# Премія Отто Гана від міста Франкфурта-на-Майні
Пре́мія О́тто Га́на від мі́ста Фра́нкфурта-на-Ма́йні (нім. Otto-Hahn-Preis der Stadt Frankfurt am Main) — колишня наукова нагорода, що була заснована у 1969 році з нагоди 90-річчя з дня народження науковця. Премія фінансувалась та вручалась Фундацією Отто Гана міста Франкфурта-на-Майні (нім. Otto-Hahn-Stiftung der Stadt Frankfurt am Main) і становила 25 000 німецьких марок.
У 2005 році нагороду було об'єднано з Премією Отто Гана з хімії та фізики із заснуванням наукової нагороди під назвою «Премія Отто Гана».

## Лауреати премії
- 1970: Карл цум Вінкель[de]
- 1972: Рудольф Шультен
- 1974: Август Векессер (нім. August Weckesser)
- 1976: Адольф Біркхофер[de]
- 1979: Вольфганг Гентнер[en]
- 1980: Отто Гаксель[en]
- 1982: Вальтер Ґрайнер
- 1984: Гайнц Маєр-Лейбніц[en]
- 1986: Клаус Кніція[de]
- 1988: Франц Баумгертнер (нім. Franz Baumgärtner)
- 1992: Ольга Алейнікова[en]
- 1994: Віллі Вельфлі (нім. Willi Wölfli)
- 1996: Готфрід Мюнценберг[en], Сігурд Гофманн[en]
- 1998: Ганс Блікс, Єнс Фолькер Крац[de], Норберт Траутманн[de]
- 2000: Гартмут Айкгофф (нім. Hartmut Eickhoff), Томас Габерер (нім. Thomas Haberer), Ґерхард Крафт[en]
- 2005 об'єднана з премією Отто Гана з хімії і фізики